# 採銅所車站
採銅所站（日语：〔〕／ Saidōsho eki */?）是位於日本福岡縣田川郡香春町，屬於九州旅客鐵道（JR九州）日田彥山線上的車站。站名源自未合併入香春町前的採銅所村。
每天早上6時30分有一班下行往田川後藤寺的普通班次由本站始發開出。

## 車站構造

### 月台配置
此站為側式月台2面2線的地面車站與無人站。過去曾為2面3線的配置，但中線和2號月台後來廢除。站內設有自動售票機。
| 月台 | 路線       | 上下行 | 方向                 |
| ---- | ---------- | ------ | -------------------- |
| 1    | 日田彥山線 | 下行   | 田川後藤寺、添田方向 |
| 2    | 日田彥山線 | 上行   | 經日豐本線往小倉方向 |

## 歷史

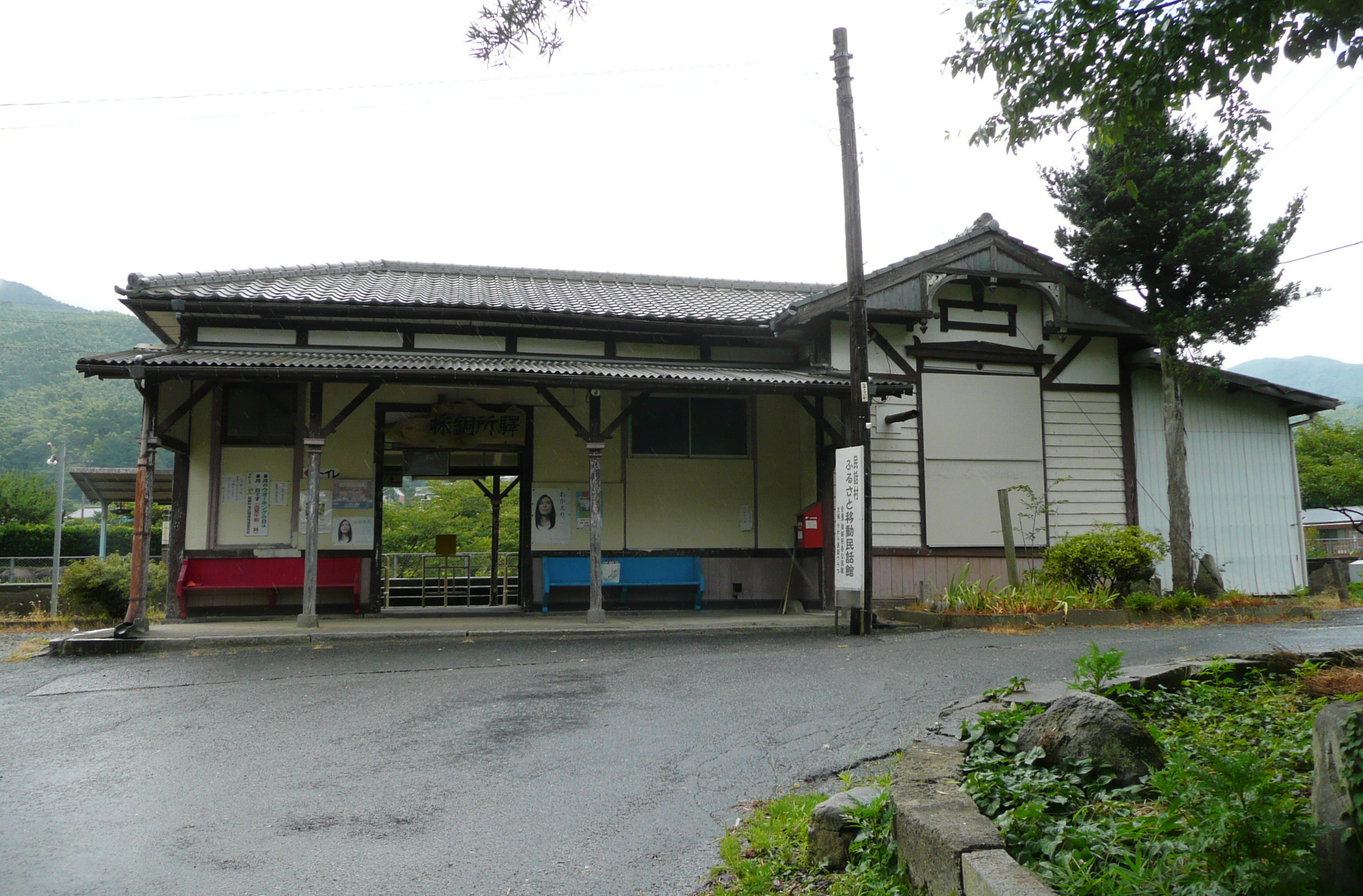
翻新前的站房（2008年8月）

- 1915年4月1日：隨小倉鐵道（日语：小倉鉄道）小倉～上添田間開通，本站開始營業[1][2][3]。
- 1943年5月1日：小倉鐵道被國有化[4]。改為鐵道省添田線[5][2]。
- 1960年4月1日：路線名稱重整，此站改為日田彥山線車站[5]。
- 1971年10月20日：貨物及手提行李提取服務取消[6]。並且降為無人化車站[7]。
- 1987年4月1日：國鐵分割民營化，車站由九州旅客鐵道（JR九州）繼承。
- 2011年7月：站房翻新工程完成[8][9][5]。
- 2017年：

- 5月1日：站房轉移至香春町管理，並將站房改成為地區交流點「第二待合室」。
- 5月30日：舉行「第二待合室」開幕儀式。

## 使用狀況
《福岡縣統計年鑑》及「香春町統計網頁」均沒有本車站的使用記錄。
JR九州自2016年度起只公佈最多使用量的首300個車站，本站自2016年度起，皆從未打入首300名的位置。而在2016至2019年度，因日均使用人數超過100人，所以可位列在排行榜後的附錄頁，但自2020年度起，因日均使用人數少於100人，連位列在排行榜後的附錄頁的機會也沒有。以下為近年1日平均乘車人次：
| 年度 | 1日平均 乘車人次 | 出處       |
| ---- | ---------------- | ---------- |
| 2016 | >100             | [ 統計 1 ] |
| 2017 | >100             | [ 統計 2 ] |
| 2018 | >100             | [ 統計 3 ] |
| 2019 | >100             | [ 統計 4 ] |
| 2020 | <100             | [ 統計 5 ] |
| 2021 | <100             | [ 統計 6 ] |
| 2022 | <100             | [ 統計 7 ] |
| 2023 | <100             | [ 統計 8 ] |

## 相鄰車站
九州旅客鐵道
 日田彥山線
■快速（只限每日早上上行1班）
通過
■普通
呼野（JI09）－採銅所（JI10）－香春（JI11）

### 統計數據
1. ↑   (PDF). 九州旅客鉄道. 2017-07-31  [2017-08-01]. （原始内容 (PDF)存档于2017-08-01）.
2. ↑   (PDF). 九州旅客鉄道.   [2019-03-10]. （原始内容 (PDF)存档于2019-07-06） （日语）.
3. ↑   (PDF). 九州旅客鉄道.   [2018-07-13]. （原始内容存档 (PDF)于2019-12-06） （日语）.
4. ↑  駅別乗車人員上位300駅（2019年度） （页面存档备份，存于），JR九州。
5. ↑  駅別乗車人員上位300駅（2020年度） （页面存档备份，存于），JR九州。
6. ↑  駅別乗車人員上位300駅（2021年度） （页面存档备份，存于），JR九州。
7. ↑  駅別乗車人員上位300駅（2022年度） （页面存档备份，存于），JR九州。
8. ↑   (PDF).   [2025-04-24]. （原始内容存档 (PDF)于2024-09-19）.

## 外部連結
- JR九州採銅所站（页面存档备份，存于）（日語）